# Ordre national Honorato Vásquez
L'Ordre national Honorato Vásquez (en espagnol : Orden Nacional Honorato Vásquez) est une décoration équatorienne, entrée en vigueur le 25 avril 1985, sous l’administration de León Febres-Cordero. Elle est décernée pour des réalisations extraordinaires dans les domaines politique et diplomatie et dans les relations internationales.
L’Ordre a été institué par l’Équateur en reconnaissance des réalisations exceptionnelles dans les domaines de la diplomatie et de la politique de Honorato Vázquez Ochoa (né à Cuenca le 21 octobre 1855, et mort à Cuenca le 26 janvier 1933), un diplomate, avocat, éducateur, artiste peintre, grammairien, écrivain et poète équatorien,, homme politique conservateur, qui a été actif à la fin du XIXe et au début du XXe siècle.
Son attribution est à la discrétion du Président de la république de l'Équateur, qui est le grand maître de l’Ordre. Il décide également des grades des récipiendaires, en collaboration avec le ministre des Affaires étrangères. Comme le critère le plus important pour recevoir l’Ordre est lié aux services exceptionnels dans les relations internationales et le domaine diplomatique, il peut également être décerné à des étrangers.
Le président Guillermo Lasso a fait un large usage de son pouvoir discrétionnaire d’attribution : en un peu plus de deux ans au pouvoir, entre 2021 et 2023, il a décerné 72 décorations à des personnalités locales et internationales, dont un nombre important à des étrangers et d’autres à titre posthume. Parmi ces décorations (les plus importantes en Équateur sont l’Ordre national de San Lorenzo, l’Ordre national du Mérite (en) et l’Ordre Honorato Vázquez) il y a 9 Grand-Croix de l’Ordre Honorato Vásquez,.

## Grades
L’Ordre existe en trois grades : Grand-croix, Grand officier et Commandeur,,.

## Insignes
Le ruban de l’Ordre est bleu, avec des bords bleus, jaunes et rouges, les couleurs du drapeau tricolore national.
Pour le grade de commandeur, la médaille a une finition or brillant avec quatre rayons doubles extérieurs et des rayons droits dans la zone centrale en superposition, d’un diamètre de 30 mm et en argent brillant. Au centre se trouve l’effigie d’Honorato Vásquez, en finition argent brillant et la zone environnante en argent sablé. La double couronne extérieure a 3 mm de diamètre et une finition en émail bleu avec en bas l’inscription « Ecuador ». Il y a également au revers une superposition de 30 mm de diamètre, avec finition argent brillant. Le ruban est large de 40 mm et s’accroche autour du cou pour les hommes. Pour les femmes, la médaille est suspendue au ruban et se porte sur le côté gauche de la poitrine.
Les grands officiers reçoivent une plaque d’argent également à l’effigie du diplomate, qui est portée sur la veste.
Pour la Grand-Croix, l’insigne est une plaque en argent de 80 mm de diamètre, avec une finition dorée brillante. Elle comporte dix rayons, cinq courts et cinq longs, qui commencent à l’intérieur de l’insigne et s’ouvrent vers l’extérieur. Au-dessus de celui-ci se trouve une couronne de laurier superposée, jointe en bas et ouverte en haut, large de 8 mm, sa finition étant en argent brillant. La partie centrale de l’insigne a un diamètre de 30 mm avec une finition dorée brillante. Au centre se trouve l’effigie d’Honorato Vásquez, avec une finition dorée brillante, et sablé pour la partie qui l’entoure. La double couronne, d’un diamètre de 30 mm, est recouverte d’émail bleu et de l’inscription « Honorato Vásquez » en haut et « Ecuador » en bas. Il y a également au revers une superposition de 30 mm de diamètre en argent brillant sans aucune inscription. La plaque est dotée d’un crochet pour la porter. L’écharpe est large de 10 centimètres, avec en bas un nœud auquel est suspendue une médaille, en plus de la plaque portée sur la veste . identique celle du grade de commandeur. Pour les dames, le ruban est identique , mais de 8 centimètres de large.

## Récipiendaires notables
- Manuel Antonio Muñoz Borrero, consul de l’Équateur à Stockholm pendant la Seconde Guerre mondiale, qui a sauvé des centaines de vies entre 1942 et 1945, en délivrant des passeports équatoriens à des centaines de Juifs (déclarés apatrides par les lois de Nuremberg de 1935), notamment d’origine polonaise, allemande et hollandaise, afin qu’ils puissent s’échapper de l’Europe sous domination nazie (Grand-Croix à titre posthume)[7]
- Bill Clinton, ancien président des États-Unis (Grand-Croix)[8],[6]
- Christopher John Dodd, ancien sénateur des États-Unis (commandeur)[8],[6]
- Michael J. Fitzpatrick, ambassadeur des États-Unis (commandeur)[2]
- Bo Derek, actrice et militante (commandeur)[6]
- Susan Segal, présidente et chef de la direction de la Société des Amériques et du Conseil des Amériques (commandeur)[9],[6]
- Adrienne Arsht, militante (commandeur)[6]
- Dona Bertarelli, militante (commandeur)[6]
- Mirta Roses Periago, directrice de l'Organisation panaméricaine de la santé (OPS)
- Carlos Piñeiro Iñiguez, ambassadeur d’Argentine en Équateur (Grand-Croix)[10],[11]